# Protaetia subpilosa
Protaetia subpilosa är en skalbaggsart som beskrevs av Desbrochers des Loges 1869. Protaetia subpilosa ingår i släktet Protaetia och familjen Cetoniidae. Utöver nominatformen finns också underarten P. s. dorchini.